# Västbanken
Västbanken arabiska: الضفة الغربية, aḍ-Ḍiffah l-Ġarbiyyah), även Judeen och Samarien (hebreiska: יְהוּדָה וְשׁוֹמְרוֹן, Yehuda VeShomron), tidigare Cisjordanien, är ett område på västra sidan av Jordanfloden som till största delen ockuperas av Israel, eller står under gemensam kontroll av Israel och Palestinska myndigheten sedan 1993. Områdets slutgiltiga status är ännu inte framförhandlad av de berörda parterna.
Västbanken, inklusive östra Jerusalem, omfattas av ett landområde på 5 640 km2 samt ett vattenområde på 220 km2, som utgörs av den nordvästra delen av Döda havet. I området bor 2 775 366 palestinier och cirka 371 000 israeliska bosättare, samt cirka 212 000 judiska israeler i östra Jerusalem, enligt 2015 års folkräkning.
Judeen och Samarien omnämns i Bibeln som hem för olika kanaanitiska folk, däribland fenicierna, filistéerna, hebréerna och samaritanerna. Namnet används idag av det israeliska distriktet som omfattas av Västbanken, och syftar på av två israeliska geografiska regionerna som historiskt är kända som Judeen respektive Samarien. Termen "Västbanken" myntades under 1948 års arab-israeliska krig då området ockuperades av Transjordanien, och den fick senare fäste i bland annat engelskan och svenskan. I Israel har dock begreppet med den historiska kopplingen till Israels folk dominerat.

## Historia

### Antiken
Judeen och Samarien utgjorde två olika provinser i Israels förenade kungarike. Enligt Tanakh tilldelades Samarien Josefs stam, medan Judeen tilldelades Juda stam. Efter kung Salomos död (cirka 931 f.Kr.) delades det israeliska förenade kungariket i två separata kungariken: Nordriket och Juda rike. Samarien tillföll Nordriket, medan Judeen tillföll Juda rike.
Åren 726–722 f.Kr. invaderade den assyriske kungen Shalmaneser V Nordriket och belägrade dess huvudstad Samaria, belägen i Samariens område. Staden föll och en stor del av dess befolkning togs i fångenskap och deporterades. Juda rike varade fram till 587 f.Kr., då det erövrades av Babylonien.

### Modern historia
Mellan 1517 och 1917 var området en del av Osmanska rikets besittningar i Syrien, då området underkastades brittisk förvaltning som Palestinamandatet efter första världskriget. Det västra mandatområdet, det egentliga Palestina väster om floden Jordan, öppnades delvis för judisk invandring. 1923 erkände den brittiska regeringen dåvarande Emiratet Transjordaniens rätt till självstyre och 1946 erhöll riket formell suveränitet över mandatområdet öster om Jordanfloden. 
År 1947 uttalade sig FN för en delning av det återstående mandatområdet och Staten Israel grundades året därpå, varefter trupper från Arabförbundet attackerade och invaderade Israel. Transjordanska trupper tog i kriget kontrollen över mellersta delen av det ursprungliga Palestina, den så kallade Västbanken, och området blev formellt annekterat av Jordanien 1950. Jordaniens annektion av Västbanken ansågs allmänt av världssamfundet som illegalt och ogiltigt. Annektionen erkändes enbart av Storbritannien och Pakistan. Västbanken styrdes som en del av Jordanien fram till sexdagarskriget 1967 då området erövrades av Israel som bland annat införde militär kontroll i hela området, med undantag av östra Jerusalem. Jordaniens kung Hussein avstod 1988 från alla krav på Västbanken

## Politisk geografi

### Administrativ indelning

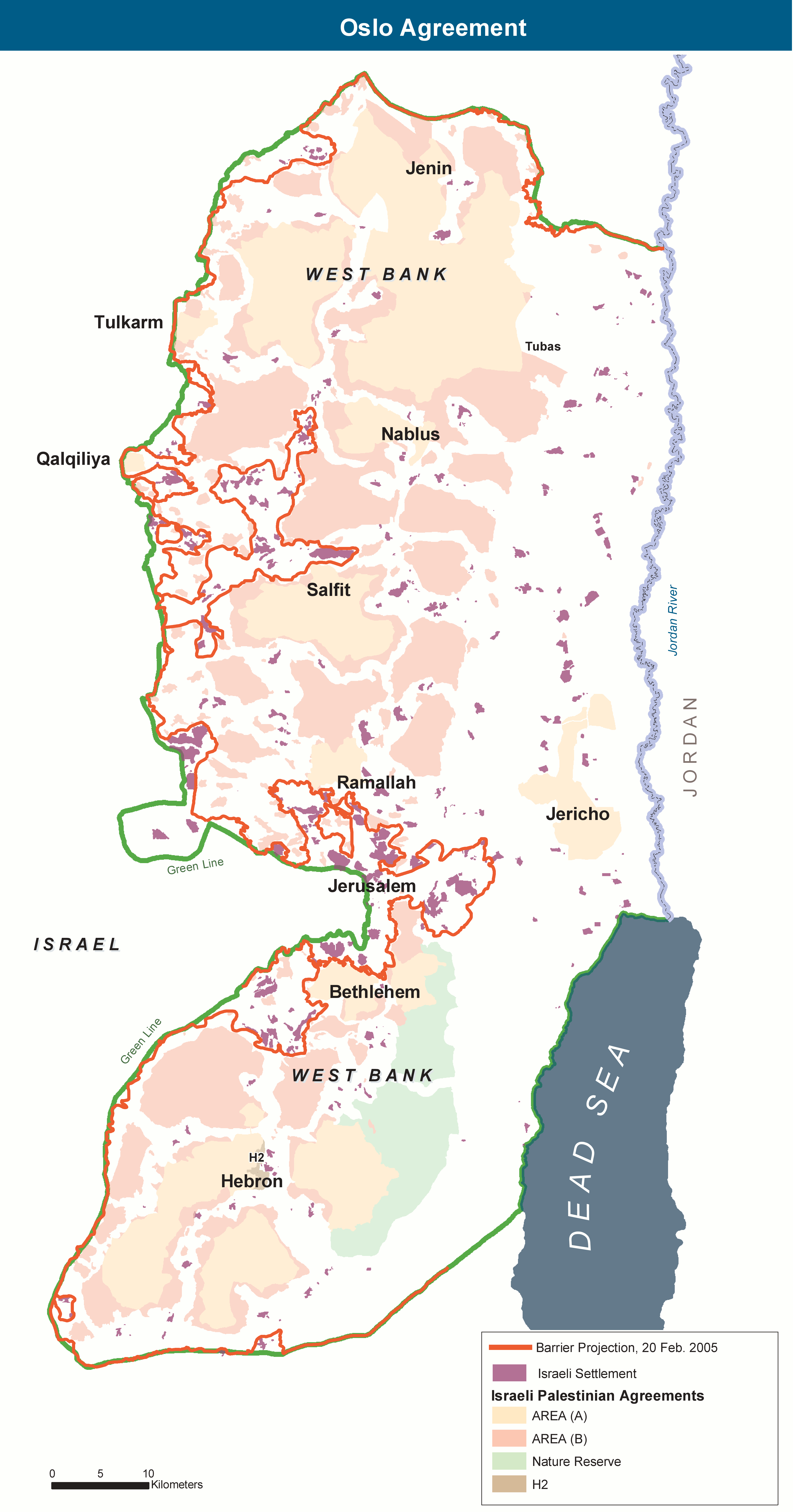
Karta över områdena.

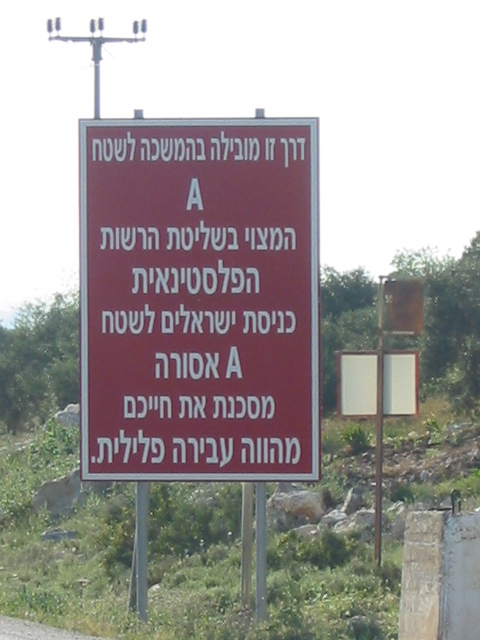
Israelisk vägskylt som varnar israeliska medborgare från att resa in i område A, och upplyser om att det är förbjudet, livshotande och utgör ett brott.

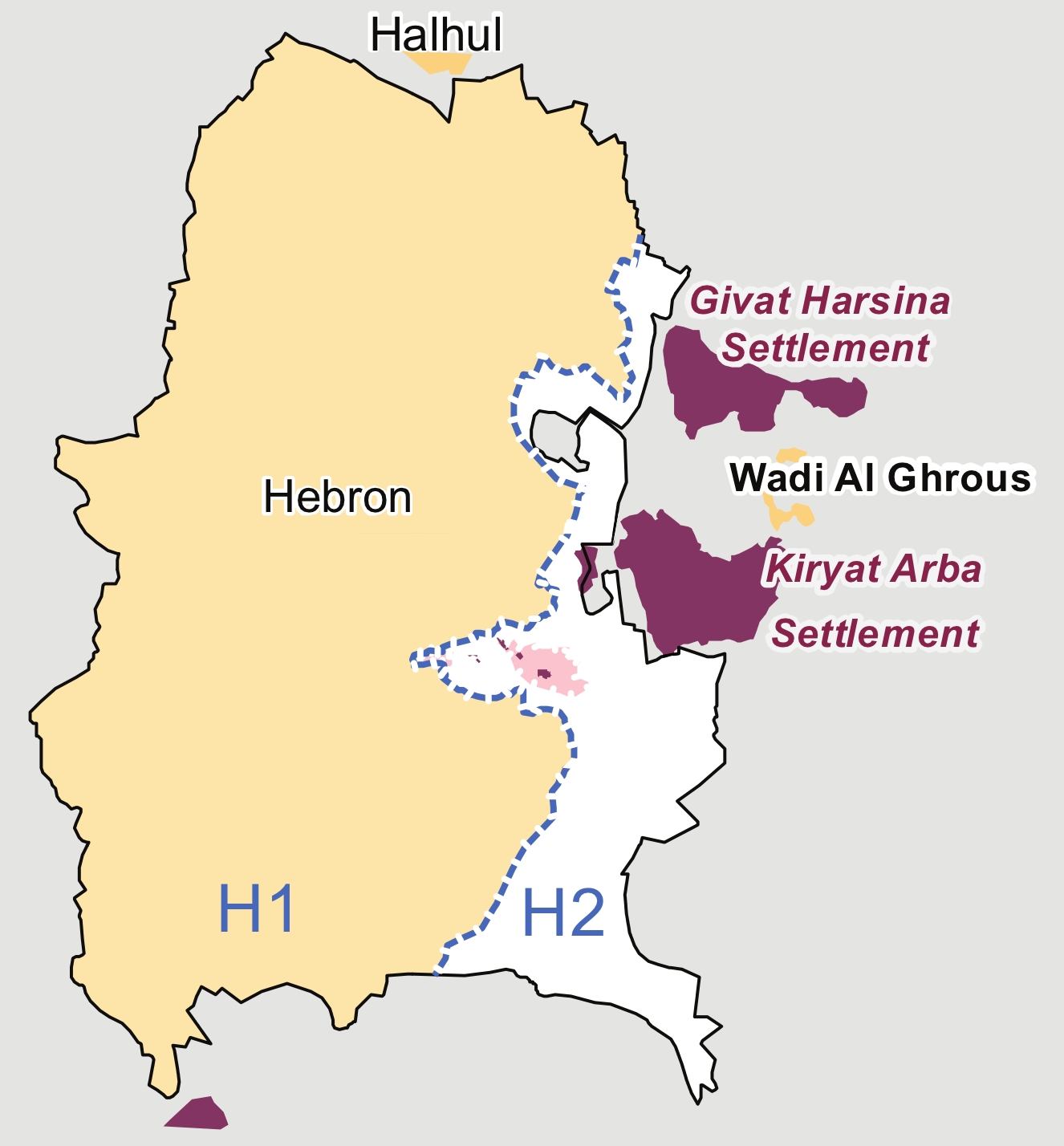
Indelning av staden Hebron: H1 utgör område A, medan H2 utgör område B.

Enligt Osloavtalen 1993 skulle Västbankens slutliga status bli föremål för en kommande uppgörelse mellan Israel och Palestinska myndigheten. Efter dessa interimistiska överenskommelser drog Israel tillbaka sitt militära styre från vissa delar av Västbanken, som därefter delades upp i tre administrativa avdelningar enligt Osloavtalet:
| Område                            | Kontroll                | Kontroll                | Landområde | Palestinier |
| Område                            | Säkerhet                | Civil                   | Landområde | Palestinier |
| --------------------------------- | ----------------------- | ----------------------- | ---------- | ----------- |
| A                                 | Palestinska myndigheten | Palestinska myndigheten | 18 %       | 55 %        |
| B                                 | /                       | Palestinska myndigheten | 21 %       | 41 %        |
| C                                 | Israel                  | Israel                  | 61 %       | 4 %         |
| Israel Palestinska myndigheten 1. |                         |                         |            |             |

Enligt en bedömning av FN:s kontor för samordning av humanitär hjälp 2007 togs cirka 40 % av Västbanken upp av israelisk infrastruktur. Infrastrukturen, bestående av bosättningar, barriären, militärbaser, slutna militärområden, israeliska naturreservat och de vägar som åtföljer dem, är begränsad eller hårt kontrollerad för palestinier.
I juni 2011 publicerade den oberoende kommissionen för mänskliga rättigheter en rapport som visade att palestinierna på Västbanken och Gazaremsan under 2010 utsattes för en "nästan systematisk kampanj" av människorättsbrott av Palestinska myndigheten och Hamas, liksom av israeliska myndigheter, där Palestinska myndighetens och Hamas säkerhetsstyrkor är ansvariga för tortyr och godtyckliga arresteringar och anhållanden.

#### Område A
Område A kontrolleras helt av Palestinska myndigheten, både vad gäller civil kontroll som säkerhetskontroll. Området upptog ursprungligen cirka 3 % av Västbanken, exklusive östra Jerusalem (första fasen, 1995). År 2013 omfattade område A formellt cirka 18 % av Västbanken. Israels försvarsmakt avvisade förbudet mot att tillträda området under Operation Defensive Shield 2002 och går in i området regelbundet, oftast på natten, för att genomföra räder för att gripa misstänkta militanter. I området ingår åtta städer, inklusive deras omgivande regioner, nämligen Nablus, Jenin, Tulkarem, Qalqilya, Ramallah, Betlehem, Jeriko och 80 % av Hebron, och inga israeliska bosättningar. Inresa till området är förbjudet för alla israeliska medborgare.

#### Område B
Område B står under civil kontroll av Palestina myndigheten, medan säkerhetskontrollen delas mellan Israel och Palestinska myndigheten. Området upptog ursprungligen cirka 23–25 % av Västbanken (första fasen, 1995). År 2013 omfattade område B formellt cirka 22 % av Västbanken. I området ingår cirka 440 byar, inklusive deras omgivande regioner, och inga israeliska bosättningar.

#### Område C
Område C kontrolleras helt av Israel, både vad gäller civil kontroll som säkerhetskontroll. Området upptog ursprungligen cirka 72–74 % av Västbanken (första fasen, 1995). I Wye River-avtalet 1998 ställdes krav på Israel att de skulle lämna över 13 % av området till Palestinska myndigheten, och därmed skulle förvaltas som en del av område B, och officiellt minska omfattningen av område C till cirka 61 % av Västbanken. Israel lämnade dock endast över 2 % av området, och efter Operation Defensive Shield stod återigen hela det ursprungliga området under israelisk kontroll. Alla israeliska bosättningar, både de i Västbanken och de kring östra Jerusalem, är belägna i område C.
År 1972 bodde det 1 000 israeliska bosättare i det som nu är område C. År 1993 hade denna siffra ökat till 110 000. År 2013 bodde cirka 350 000 israeliska bosättare i område C. Samma år bodde även cirka 300 000 palestinier i området, fördelade på 532 bostadsområden.

### Områden annekterade av Israel
Genom Jerusalemlagen utvidgade Israel sin administrativa kontroll till östra Jerusalem 1980. Detta har ofta tolkats likvärdigt med en officiell annexion, även om Ian Lustick, efter att ha granskat de israeliska handlingarnas rättsliga status, har hävdat att någon annexion aldrig har ägt rum. De palestinska invånarna har lagligt permanent uppehållstillstånd. FN:s säkerhetsråds resolution 478 fördömde Jerusalemlagen och förklarade den "ogiltig". Palestinierna med permanent uppehållstillstånd kan dock, om de önskar, beviljas israeliskt medborgarskap om de uppfyller vissa krav, såsom att svära trohet till staten och avstå från något annat medborgarskap. De flesta palestinier har avstått från att ansöka om ett israeliskt medborgarskap av politiska skäl. Det finns flera möjliga skäl till varför Västbanken inte annekterades av Israel efter dess seger i sexdagarskriget 1967. Israels regering har inte formellt bekräftat någon officiell anledning; historiker och analytiker har dock etablerat en mängd sådana, de flesta demografiska.

### Israeliska bosättningar
Det finns idag 149 israeliska bosättningar på Västbanken samt omkring 100 så kallade "utposter", bosättningar byggda av civila israeler utan lov av den israeliska staten och som är olagliga även under israelisk lag. Totalt bor över 500 000 bosättare på Västbanken varav 190 000 i Östra Jerusalem, och befolkningsökningen i bosättningarna är över två och en halv gånger den i Israel. Samtliga bosättningar strider mot Fjärde Genevèkonventionens artikel 49 som förbjuder en ockupationsmakt att förflytta sin egen befolkning till ockuperat territorium.
Sedan 1979 har både FN:s säkerhetsråd och FN:s generalförsamling åtskilliga gånger röstat igenom resolutioner som fördömt och olagligförklarat den israeliska ockupationen. USA, EU, samt Internationella domstolen i Haag refererar till Västbanken som territorium ockuperat av Israel. 2004 underströks återigen palestinsk rätt till territoriet genom Generalförsamlingens resolution 58/292.

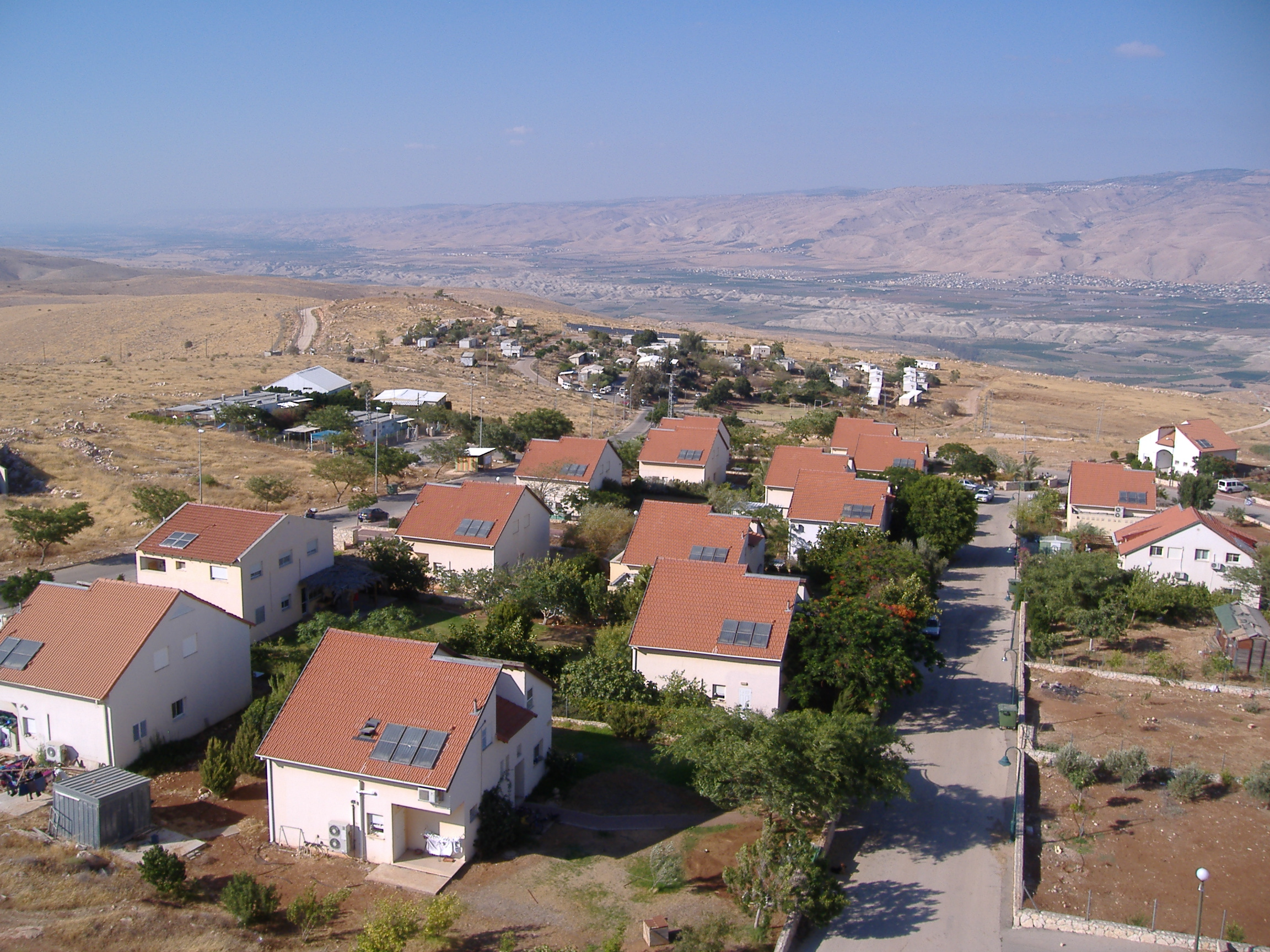
Den israeliska bosättningen Chemdat.

I december 2010 bodde 327 750 israeler i de 121 israeliska bosättningarna på Västbanken som officiellt erkänts av den israeliska regeringen, samt 192 000 israeler i bosättningar kring östra Jerusalem. Det finns cirka 100 ytterligare bosättningsutposter som inte officiellt erkänns av den israeliska regeringen och är olagliga enligt israelisk lag, men som av myndigheterna har försetts med infrastruktur, vatten och avlopp.
Det internationella samfundet anser att alla israeliska bosättningar på Västbanken bortom den gröna linjen är olagliga enligt internationell rätt, med hänvisning till fjärde Genèvekonventionen som bland annat förbjuder byggande av bosättningar på ockuperad mark. I synnerhet anser Europeiska unionen som helhet att bosättningarna är olagliga. Betydande delar av den israeliska allmänheten motsätter sig också den fortsatta närvaron av judiska israeler på Västbanken och har stött 2005 års utrymning av bosättningar. Flera forskare, bland andra Julius Stone och Eugene V. Rostow, anser dock att bosättningarna är lagliga, av olika skäl. Områdets oklara territoriella status 1967 och den dessförinnan illegala jordanska annexionen av området, gör exempelvis att inte går att tala om att Israel ockuperar Västbanken. Huruvida fjärde Genèvekonventionen är tillämpbar har också ifrågasatts med avseende på att israeler har flyttat frivilligt till bosättningarna och inte påtvingats detta av staten.
Den 30 december 2007 utfärdade Israels premiärminister Ehud Olmert en order som kräver både Israels premiärministers och Israels försvarsministers godkännande av alla bosättningsaktiviteter (inklusive planering) på Västbanken. Förändringen hade liten inverkan på bosättningarnas fortsatta expansion och etableringen av nya. Den 31 augusti 2014 meddelade Israel att de hade tilldelats 400 hektar mark på Västbanken, avsedd att slutligen rymma 1 000 israeliska familjer. Anslaget beskrivs som det största på mer än 30 år. Enligt Israel Radio är utvecklingen ett svar på Hamas kidnappning och mord av israeliska tonåringar 2014.

## Demografi

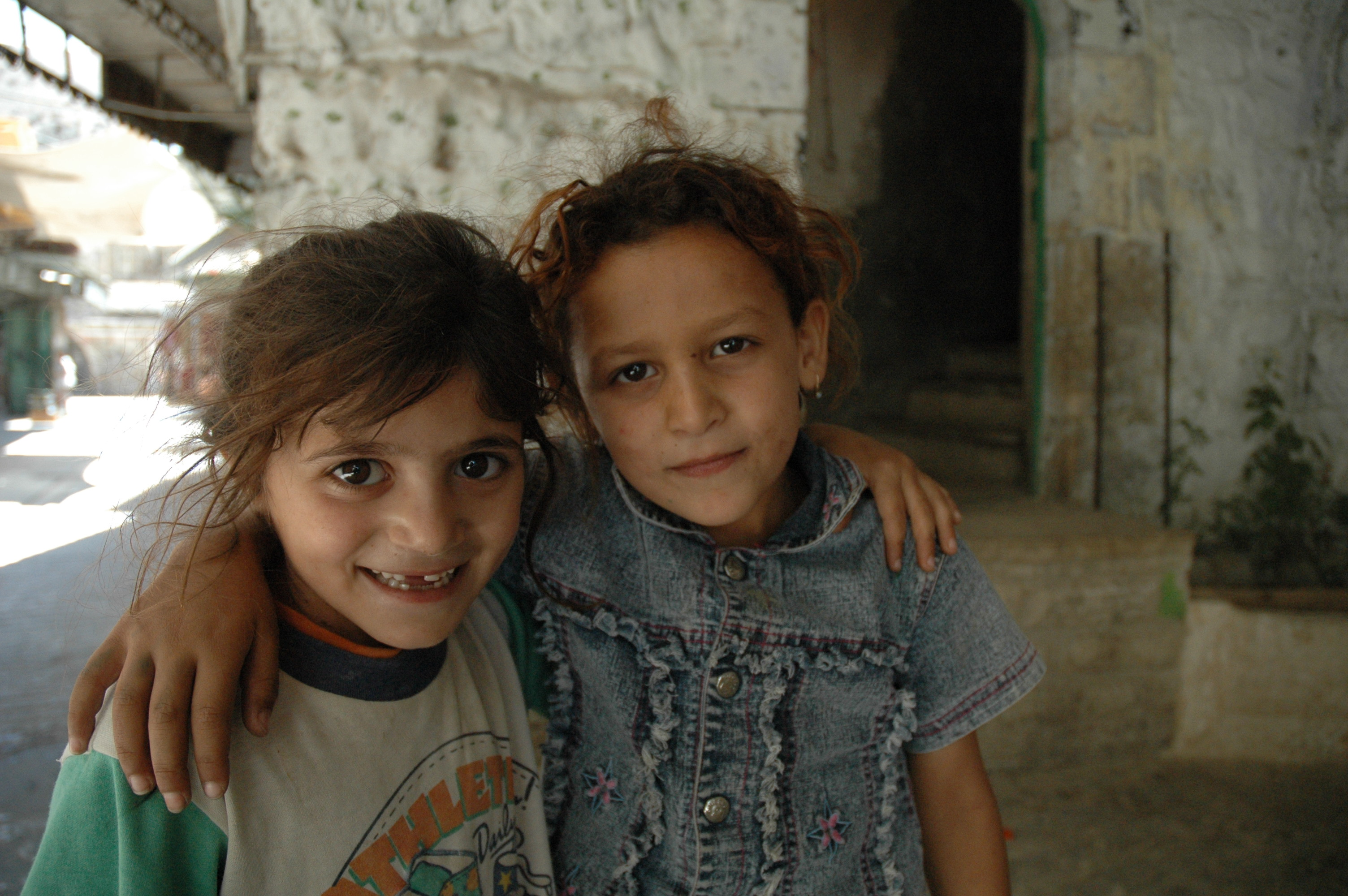
Palestinska flickor i Hebron.

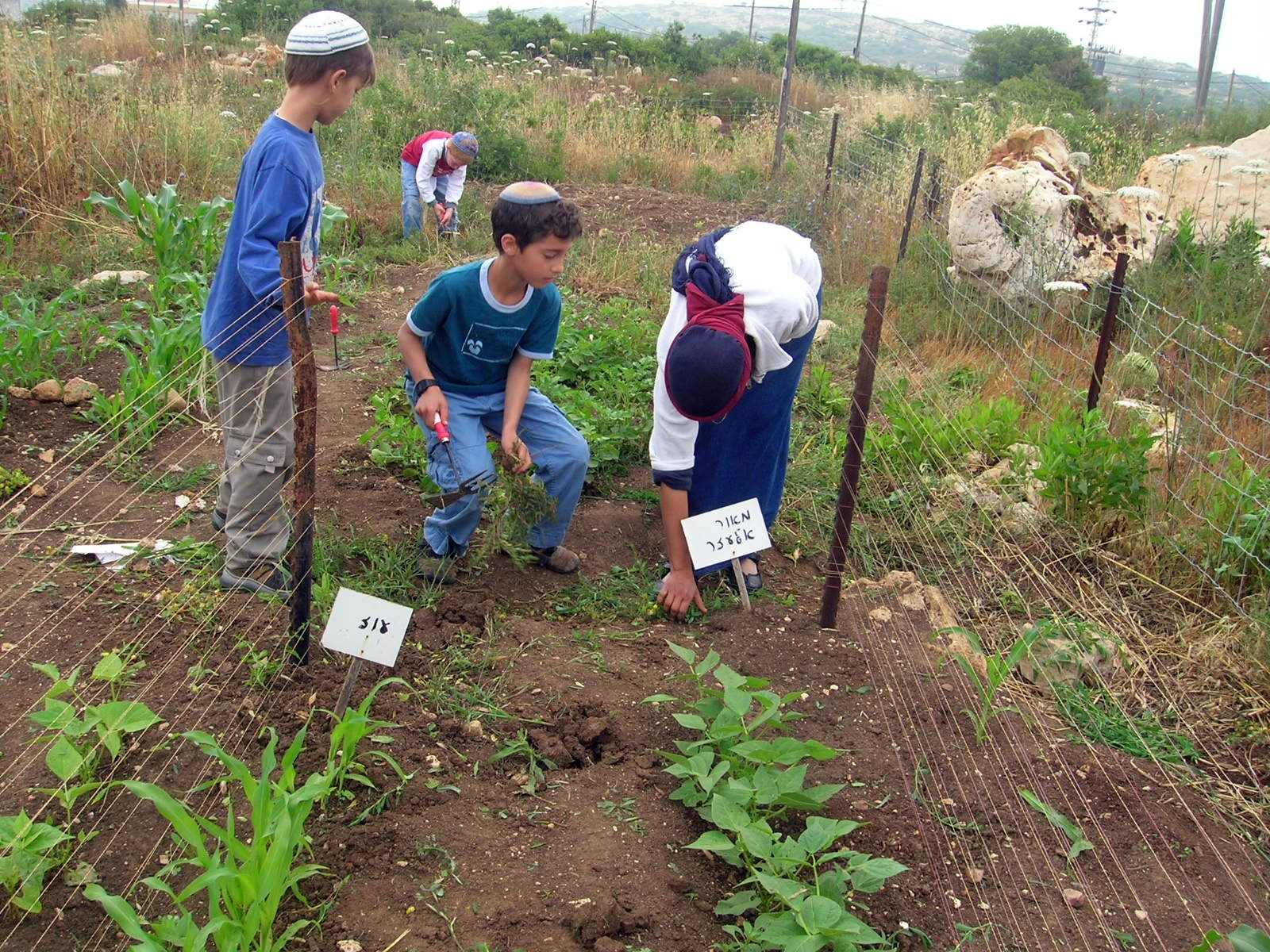
Judiska barn i Tal Menashe.

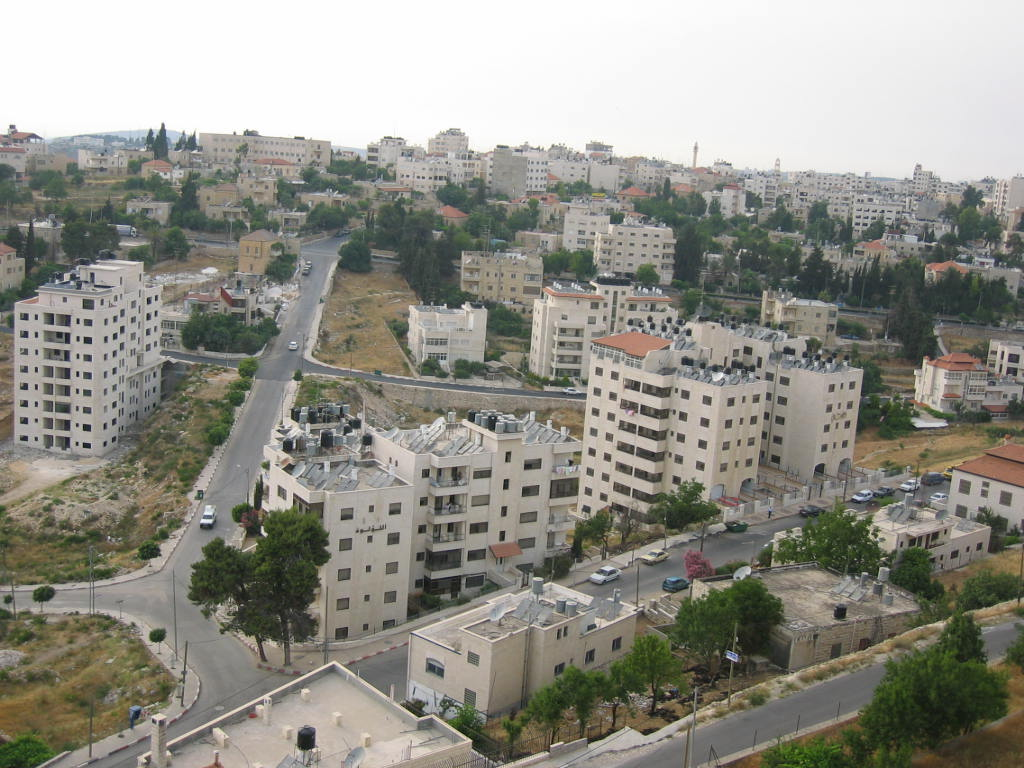
Bostadsområde i Ramallah.

Västbankens befolkning varierar beroende på källan. Enligt en folkräkning genomförd av CIA 2012 bor det 2 622 544 invånare i Västbanken och östra Jerusalem, varav cirka 311 100 var illegala judiska israeler i Västbanken och cirka 187 000 illegala judiska israeler i östra Jerusalem. Resten av befolkningen utgörs nästan uteslutande av palestinska araber. Ett hundratal personer tillhör små andra etniska grupper, såsom samarier i Nablus-området.
Det finns fortfarande kvar ett fåtal flyktingläger för palestinska flyktingar som fördrevs från Israels territorium 1947–1948. Denna del av befolkningen blir emellertid alltmer en del av den bosatta palestinska befolkningen.
Den arabiska befolkningen växer framförallt på grund av höga födelsetal. Antalet judiska invånare ökar också, men denna ökning beror istället främst på den politiska situationen och byggandet av nya bosättningar. År 2009 växte den israeliska befolkningen med 1,8 %. Den judiska befolkningens tillväxt var 1,6 %. Samma år växte de bosättningarna på Västbanken med 5,6 %. Av denna ökning beror 40 % på inflyttning till bosättningar från Israel och andra länder.

### Religion
Västbankens befolkning utgörs av 80–85 % muslimer (mestadels sunnimuslimer) och 12–14 % judar. Resten är kristna (mestadels grekisk-ortodoxa) eller tillhör andra religioner, såsom samaritanism.

### Städer
Den mest tätbefolkade delen av Västbanken går längs en bergskedja som löper från nord och syd, där städerna Jerusalem, Nablus, Ramallah, Al-Bireh, Jenin, Betlehem, Hebron och Yattah är belägna liksom de israeliska bosättningarna Ariel, Ma'ale Adumim och Beitar Illit. Ramallah, vars befolkning endast är medelhög i jämförelse med andra större städer som Hebron, Nablus och Jenin, fungerar som ekonomiskt och politiskt centrum för palestinierna. I närheten av Ramallah är den nya staden Rawabi under uppbyggnad. Jenin ligger i Västbankens nordligaste del, vid Jezreelslättens södra kant. Jeriko och Tubas ligger i Jordandalen, norr om Döda havet.
| Stad           | Befolkning (år 2007/2010) |
| -------------- | ------------------------- |
| Hebron         | 215 462 (år 2016)         |
| Nablus         | 136 132                   |
| Jenin          | 90 004                    |
| Tulkarm        | 51 300                    |
| Yattah         | 48 672                    |
| Modi'in Illit  | 48 600                    |
| Qalqilya       | 41 739                    |
| Al-Bireh       | 38 202                    |
| Beitar Illit   | 37 600                    |
| Ma'ale Adummim | 33 259                    |
| Ramallah       | 39 000 (år 2017)          |
| Betlehem       | 28 591 (år 2017)          |
| Jeriko         | 18 346                    |
| Ariel          | 19 647 (år 2021)          |